# 原淳一郎
原 淳一郎（はら じゅんいちろう、1974年 - ）は、日本の歴史学者。山形県立米沢女子短期大学日本史学科教授。

## 人物
神奈川県秦野市生まれ。実家は代々続く煙草農家で、『新編相模国風土記稿』にあるように、原虎胤の子孫との伝承をもつ。秦野市立南小学校、秦野市立南中学校、桐蔭学園高校、慶應義塾大学文学部日本史学専攻卒業。2006年同大学大学院文学研究科博士課程修了。2007年慶應義塾大学より博士（史学）。指導教授は田代和生。ゼミの先輩に磯田道史がいる。専門は日本近世史（宗教史、山岳信仰史、旅行史、米沢藩政史）、民俗学、文化人類学。

## 経歴
- 1998年（平成10年）- 慶應義塾大学文学部史学科日本史学専攻卒業[2]。
- 2006年（平成18年）
  - 慶應義塾大学大学院文学研究科博士課程修了。翌年、博士(史学)。
  - 日本学術振興会特別研究員（東京大学史料編纂所）(2004年から2007年まで)
  - 慶應義塾大学、宇都宮大学、獨協医科大学非常勤講師。
- 2007年（平成19年）- 慶應義塾大学大学院非常勤講師。
- 2008年（平成20年）- 山形県立米沢女子短期大学日本史学科講師。
- 2010年 (平成22年) - 茨城大学教育学部非常勤講師。
- 2011年 (平成23年) - 山形県立米沢女子短期大学日本史学科准教授に就任。
- 2019年 (令和元年) - 同短期大学教授に就任。

## 著書
- 『近世寺社参詣の研究』 思文閣出版、2007年
- 『寺社参詣と庶民文化』（中山和久・筒井裕・西海賢二と共著）岩田書院、2009年
- 『江戸の寺社めぐり-鎌倉・江ノ島・お伊勢さん-』歴史文化ライブラリー 320 吉川弘文館、2011年 ISBN　9784642057202、オンデマンド版 2021年 ISBN　9784642757201
- 『江戸の旅と出版文化-寺社参詣史の新視角-』〈シリーズ日本の旅人・監修石井正己・錦仁〉三弥井書店、2013年
- 『近世の旅と藩-米沢藩領の宗教環境』小さ子社、2021年　ISBN　9784909782083